# 康庄工业园区
康庄工业园区是中华人民共和国山西省长治市屯留区下辖的一个类似乡级单位。

## 行政区划
下辖以下地区：
高头寺村、驼坊村、康庄村、桃园村、常珍村、常金村、市泽村、市泽庄村、东史村、西史村和北栗村。